# Schildkrötenfrosch
Der Schildkrötenfrosch (Myobatrachus gouldii) ist eine Froschart aus der Familie der Australischen Südfrösche (Myobatrachidae). Er repräsentiert die einzige Art der Gattung Myobatrachus. Das Artepitheton ehrt den britischen Ornithologen und Tiermaler John Gould.

## Merkmale
Die Männchen erreichen eine Größe von 34 bis 42 mm, die Weibchen sind mit 44 bis 55 mm etwas größer. Die Oberseite ist stumpfgrau oder braun, gelegentlich mit schwachen dunklen und hellen Markierungen und manchmal mit kleinen rosa Punkten und/oder einem feinen Wirbelstreifen. Die Unterseite ist weiß, manchmal dunkelbraun gesprenkelt. Die Haut ist an der Oberseite genarbt, an der Unterseite glatt bis schwach granuliert. Der kugelförmige Körper, der kleine Kopf und die kleinen, untersetzten Gliedmaßen erinnern entfernt an eine Schildkröte ohne Panzer, daher auch der Trivialname. Gaumenzähne und Zähne auf dem Pflugscharbein sind nicht vorhanden. Die adulten Frösche haben eine große Öffnung (Foramen) im Frontoparietale (verschmolzenes Frontale und Parietale). Der Schildkrötenfrosch besitzt keine Schwimmhäute zwischen den Zehen. Die Zunge ist klein. Die Pupille ist waagerecht bis kreisförmig. Die Paukenhöhle ist verborgen. Die anliegenden Hintergliedmaßen erreichen nicht die Basis der Vordergliedmaßen.

## Systematik
Der Schildkrötenfrosch wurde 1841 von John Edward Gray als Breviceps gouldii erstbeschrieben. 1850 stellte Hermann Schlegel diese Art unter dem Namen Myobatrachus paradoxus in die neue Gattung Myobatrachus und deklarierte sie zur Typusart der Familie Myobatrachidae. 1858 wurde der Schildkrötenfrosch von Albert Günther in die Gattung Chelydobatrachus gestellt. Die heute gültige Kombination Myobatrachus gouldii stammt von John Edward Gray aus dem Jahr 1850. Die nächsten Verwandten der Gattung Myobatrachus sind die beiden Arten der Gattung Arenophryne.

## Verbreitungsgebiet
Das Verbreitungsgebiet erstreckt sich zwischen Geraldton und dem Fitzgerald River in der Region von Perth in Western Australia.

## Lebensraum
Der Schildkrötenfrosch bewohnt offenes Waldland und dichtes Buschland, wo er in Sandhügeln oder in ausgelaugten Böden, in der sich eine Schicht aus grauem Sand gebildet hat, zu finden ist. Der Lebensraum des Schildkrötenfroschs ist von Termitenhügeln dominiert. Ferner findet die Art in weichen, sandigen Böden unter Baumstämmen oder Felsen Unterschlupf. Harte Substrate und Entwässerungskanäle werden vermieden.

## Lebensweise
Der Schildkrötenfrosch gräbt kopfüber mit seinen muskulösen Beinen etwa 1,15 m tiefe Löcher im Erdboden, wo bis zu 38 große Eier mit einem Durchmesser von 7,4 mm abgelegt werden. Die Eiablage findet bei starken Regenfällen statt. Das Kaulquappenstadium wird nicht freischwimmend im Wasser durchlaufen, sondern findet terrestrisch in der Eihülse statt. Das Werberuf hört sich wie ein langsames arr… arr… arr… an. Die Männchen rufen während sie in ihren Erdlöchern sind und nur noch ihr Kopf herausragt. Die Nahrung besteht aus Termiten.